# Karl Joachim Schmidt-Tiedemann
Karl Joachim Schmidt-Tiedemann (* 20. Juli 1929 in Dresden; † 27. September 2014 in Hamburg) war ein deutscher Physiker.
Schmidt-Tiedemann erwarb 1954 sein Diplom in Physik an der Universität Hamburg, an der er 1957 promoviert wurde. Er war ab 1968 Leiter des Hamburger Forschungslaboratoriums von Philips, an dem er seit 1958 war, und wurde 1974 Mitglied der Geschäftsführung von Philips. 1991 schied er aus dem Unternehmen aus.
1982/83  war er Präsident der Deutschen Physikalischen Gesellschaft.

## Ehrungen
- 1981 erhielt er von der Stadt Hamburg den Professorentitel.
- 1986: Verdienstkreuz 1. Klasse der Bundesrepublik Deutschland